# The Cosmic Man
The Cosmic Man este un film SF american din 1959 regizat de Herbert Greene. În rolurile principale joacă actorii  	Bruce Bennett, John Carradine, Angela Greene.

## Actori
- Bruce Bennett
- John Carradine
- Angela Greene